# Амблевиль (Пуату — Шарант)
Амблеви́ль (фр. Ambleville) — коммуна во Франции, находится в регионе Пуату — Шаранта. Департамент — Шаранта. Входит в состав кантона Сегонзак. Округ коммуны — Коньяк.
Код INSEE коммуны — 16010.
Коммуна расположена приблизительно в 420 км к юго-западу от Парижа, в 125 км южнее Пуатье, в 32 км к западу от Ангулема.

## Население
Население коммуны на 2008 год составляло 197 человек.
| 1962 | 1968 | 1975 | 1982 | 1990 | 1999 | 2008 |
| ---- | ---- | ---- | ---- | ---- | ---- | ---- |
| 326  | 332  | 286  | 234  | 215  | 214  | 197  |

## Администрация
| Период | Период | Фамилия          | Партия             | Примечания  |
| ------ | ------ | ---------------- | ------------------ | ----------- |
| 1977   | 1978   | Поль Сабурен     | Радикальная партия | юрист       |
| 1978   | 1983   | Андре Фор        |                    | виноградарь |
| 1983   | 1989   | Ги Менар         |                    | виноградарь |
| 1989   | 1995   | Мишель Купри     |                    | виноградарь |
| 1995   | 2014   | Ноэль Ле-Гольван |                    |             |

## Экономика
Основу экономики составляет виноградарство.
В 2007 году среди 118 человек в трудоспособном возрасте (15—64 лет) 88 были экономически активными, 30 — неактивными (показатель активности — 74,6 %, в 1999 году было 78,6 %). Из 88 активных работали 83 человека (44 мужчины и 39 женщин), безработных было 5 (2 мужчины и 3 женщины). Среди 30 неактивных 6 человек были учениками или студентами, 13 — пенсионерами, 11 были неактивными по другим причинам.

## Достопримечательности
- Церковь Сен-Пьер (XII век), бывший бенедиктинский монастырь. Исторический памятник с 1965 года[3]
  - Бронзовый колокол (1639 год). Диаметр — 78 см. Исторический памятник с 1944 года[4]
- Замок Амблевиль (XIV век). Замок был сожжён в 1548 году восставшими против налога на соль, но позже восстановлен

## Фотогалерея

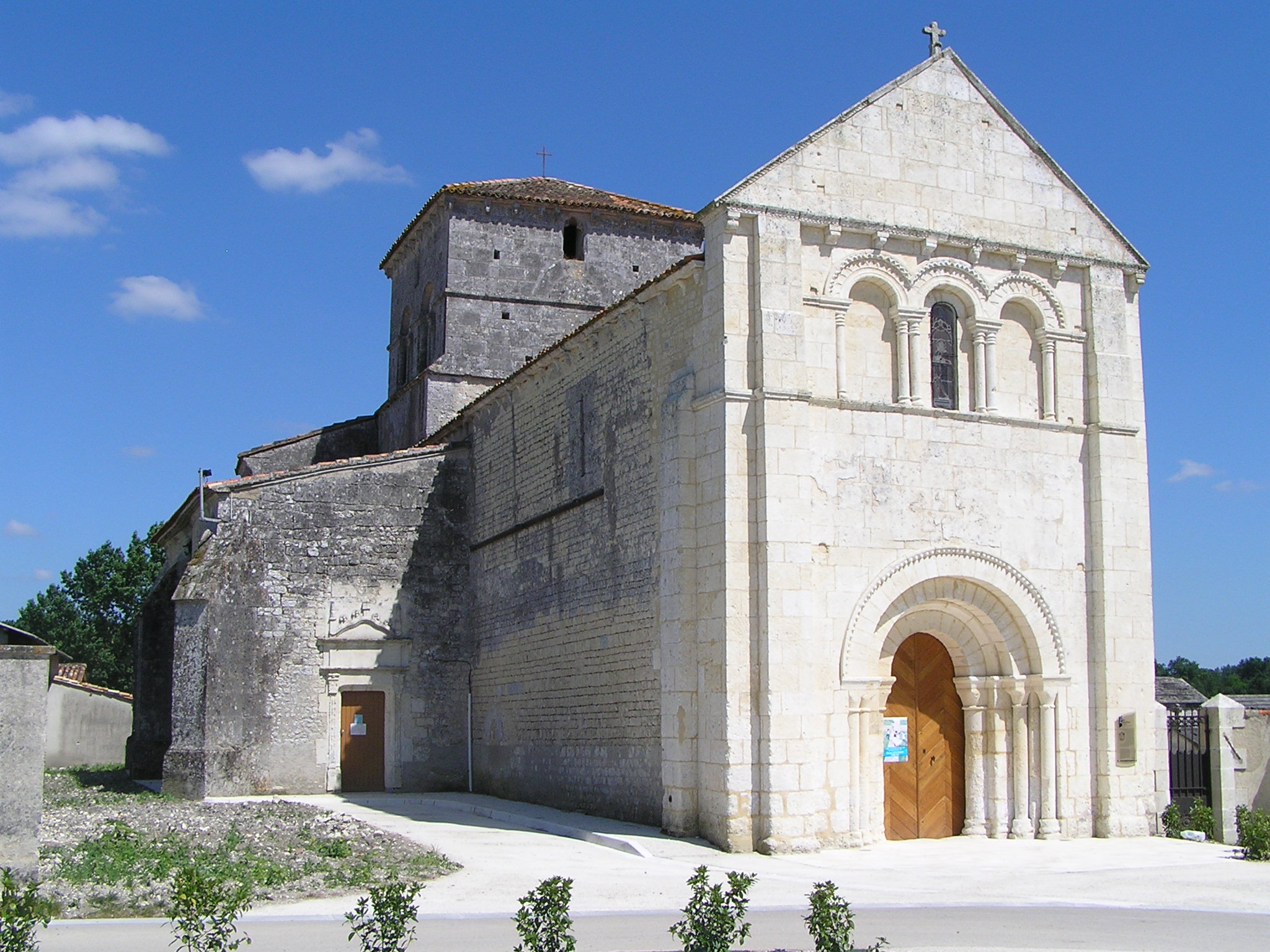
Церковь Сен-Пьер
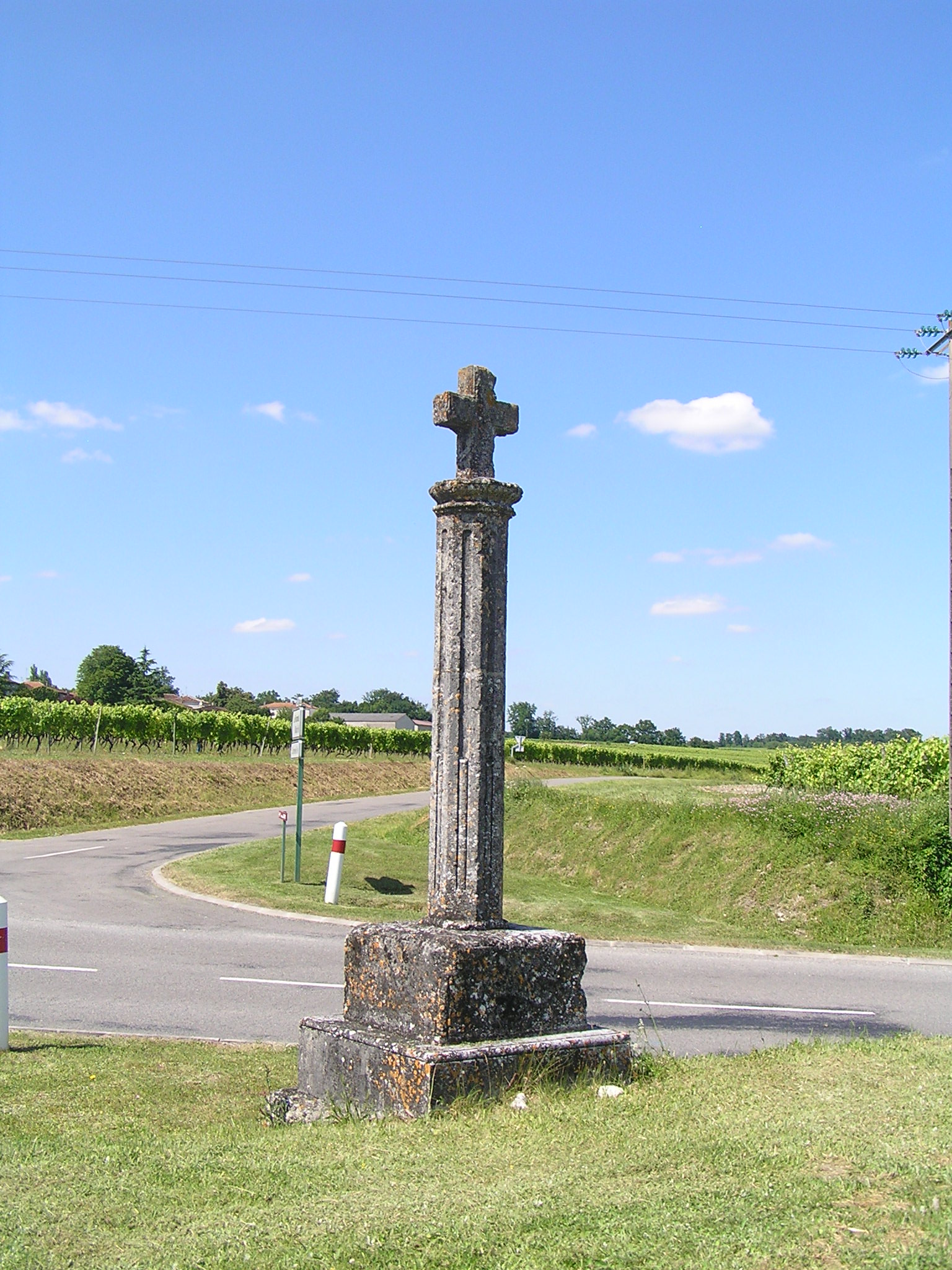
Придорожный крест
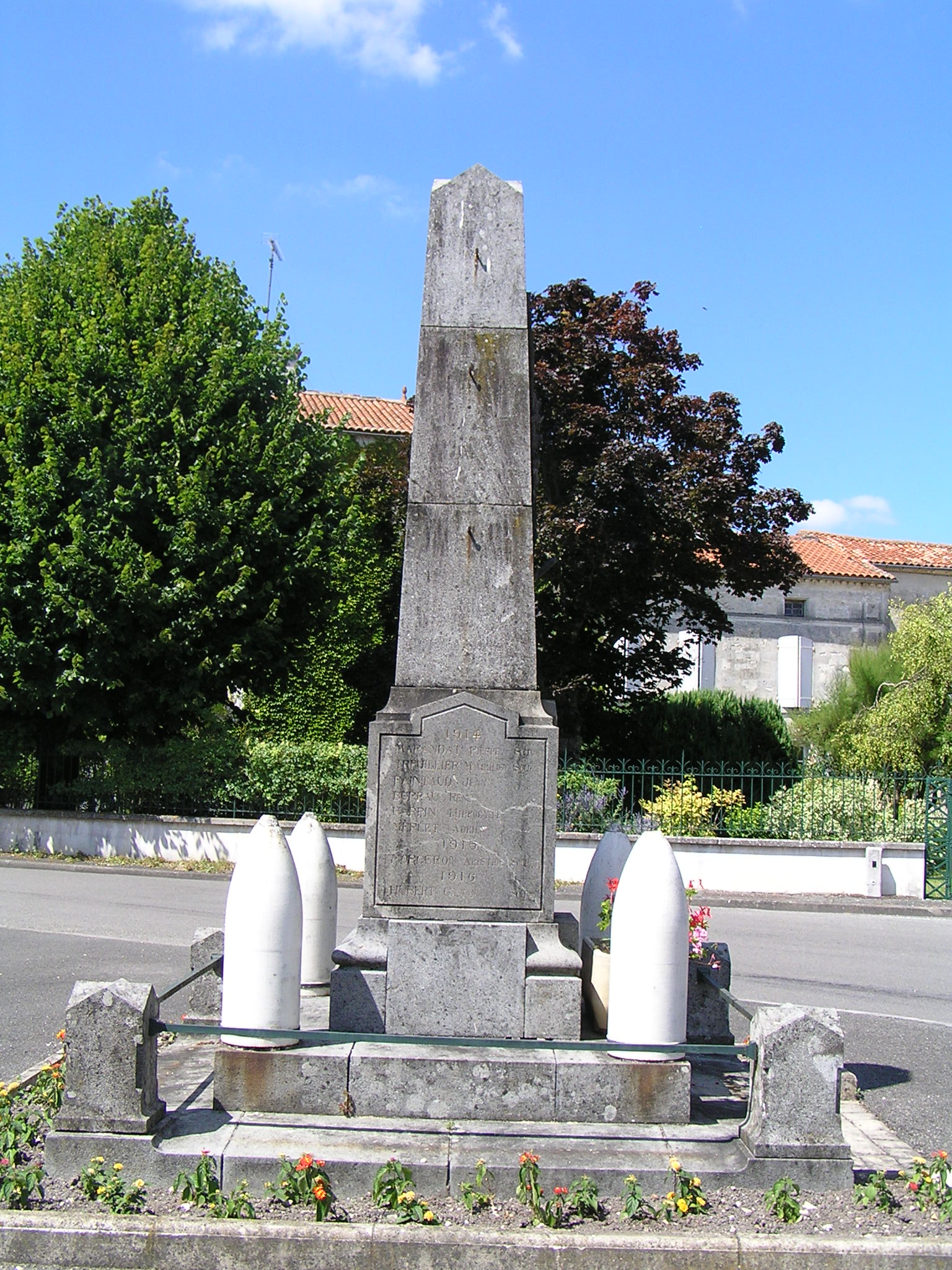
Военный мемориал